# Cantos de la mañana
Cantos de la mañana es un poemario de la escritora uruguaya Delmira Agustini publicado en 1910.

## Estructura
El poemario está precedido por un prólogo del poeta Manuel Pérez y Curis. Cuenta con 19 composiciones en verso, dos de las cuales están reunidas bajo el título común «De "Elegías dulces"». Después de las composiciones en verso, se presentan tres breves composiciones en prosa tituladas «Poemas». El libro concluye con una sección llamada «Opiniones sobre la poetisa», entre las que se encuentran las de Samuel Blixen, Carlos Reyles y Carlos Vaz Ferreira.

## Características
Cantos de la mañana es el segundo libro de poemas de Agustini, de un total de tres poemarios publicados en vida. Sucedió a El libro blanco (Frágil), de 1907, y fue reeditado íntegramente dentro del tercer libro, Los cálices vacíos (1913), donde también se incluye una selección de poemas de El libro blanco y una serie nueva de poemas.

Enmarcado dentro del movimiento modernista, el libro realiza aportes originales, entre los que se encuentra, según Emily Celeste Vázquez Enríquez, la construcción de una voz femenina dentro de esta corriente estética:
Delmira propone la renovación del ser femenino en la poética modernista. Al utilizar las herramientas formales y estéticas propias del modernismo, la autora se inscribe dentro del movimiento y, al mismo tiempo, lo regenera al dotarlo de un discurso nuevo: el género.
Según Arturo Sergio Visca, si bien El libro blanco permitía sentir la presencia de una voz poética auténtica y original, ésta recién alcanza su plenitud en Cantos de la mañana. El mismo autor señala también que en la mayoría de los poemas de Cantos de la mañana se hace presente el yo lírico de la poeta, dejando prácticamente de lado la profusión de poemas de tipo alegórico de su anterior poemario, y abordando lo erótico de manera honda y personal.